# 埃爾馬南蒂阿爾 (拉斯塔布斯區)
埃爾馬南蒂阿爾（西班牙語：El Manantial），是巴拿馬的城鎮，位於該國中南部，由洛斯桑托斯省的拉斯塔布斯區負責管轄，面積27.4平方公里，2010年人口909，人口密度每平方公里33.2人。